# Olekszandr Olekszandrovics Karavajev
Olekszandr Olekszandrovics Karavajev (ukránul: Олександр Олександрович Караваєв; Herszon, 1992. június 2. –) ukrán válogatott labdarúgó, a Dinamo Kijiv játékosa.

## Pályafutása

### Klubcsapatban
2009 és 2017 között a Sahtar Doneck labdarúgója volt, de ez idő alatt alapvetően kölcsönben szerepelt más csapatokban. 2009–10-ben a Sahtar fiókcsapatában a Sahtar-3-ban játszott, majd 2012 és 2014 között Szevasztopol, 2014 és 2016 között a Zorja Luhanszk, 2017-ben a török Fenerbahçe együttesében volt kölcsönjátékos. 2017 és 2019 között a Zorja Luhanszk játékosa volt. 2019 óta a Dinamo Kijiv labdarúgója.

### A válogatottban
2015 óta 22 alkalommal szerepelt az ukrán válogatottban és egy gólt szerzett. A csapat tagjaként részt vett a 2016-os Európa-bajnokságon.